# Великовольмовский сельский совет (Сумский район)
Великовольмовский сельский совет (укр. Великовільмівська сільська рада) — входит в состав
Сумского района
Сумской области
Украины.
Административный центр сельского совета находится в 
с. Великие Вильмы.

## Населённые пункты совета
- с. Великие Вильмы
- с. Великий Яр
- с. Павлючки
- с. Симоновка

## Ликвидированные населённые пункты совета
- с. Грицаковка